# Ética de la clonación
La ética de la clonación se refiere a una variedad de posiciones éticas respecto a la práctica y las posibilidades de la clonación, especialmente la humana. Aunque muchos de estos puntos de vista son de origen religioso, algunas de las cuestiones planteadas por la clonación se enfrentan también a perspectivas seculares. Las perspectivas sobre la clonación humana son teóricas, ya que la clonación terapéutica y reproductiva humana no se utiliza comercialmente; los animales se clonan actualmente en laboratorios y en la producción ganadera.
Los defensores de la tierra terapéutica apoyan el desarrollo de tejidos y órganos completos para tratar a pacientes que de otro modo no podrían obtener trasplantes, para evitar la necesidad de medicamentos inmunosupresores y para evitar los efectos del envejecimiento. Los defensores de la clonación reproductiva creen que los padres que no pueden procrear de otra manera deberían tener acceso a la tecnología.
Los que se oponen a la clonación temen que la tecnología aún no esté lo suficientemente desarrollada como para ser segura, y que pueda ser propensa al abuso, ya sea en forma de clones criados como esclavos, o que conduzca a la generación de seres humanos de los que se extraerían órganos y tejidos. Los opositores también han planteado su preocupación por la forma en que los individuos clonados podrían integrarse en las familias y en la sociedad en general.
Los grupos religiosos están divididos: algunos se oponen a la tecnología por considerarla una usurpación del lugar de Dios y, en la medida en que se utilicen embriones, una destrucción de la vida humana; otros apoyan los beneficios potenciales de la clonación terapéutica para salvar vidas.
Los grupos animalistas se oponen a la caza de animales debido al número de animales clonados que sufren malformaciones antes de morir, y aunque la carne de animales clonados ha sido aprobada por la FDA estadounidense, su uso cuenta con la oposición de otros grupos preocupados por la seguridad alimentaria.

## Debate filosófico
Las distintas formas de clonación, especialmente la humana, son controvertidas. Ha habido numerosas demandas para que se detengan todos los avances en el campo de la clonación humana. La mayoría de las organizaciones científicas, gubernamentales y religiosas se oponen a la clonación reproductiva. La Asociación Americana para el Avance de la Ciencia (AAAS) y otras organizaciones científicas han hecho declaraciones públicas sugiriendo que se prohíba la clonación reproductiva humana hasta que se resuelvan los problemas de seguridad. La posibilidad de extraer órganos de los clones en el futuro ha suscitado serias preocupaciones éticas.
Los defensores de la clonación terapéutica humana creen que esta práctica podría proporcionar células genéticamente idénticas para la medicina regenerativa, y tejidos y órganos para trasplantes. Estas células, tejidos y órganos no provocarían una respuesta inmunitaria ni requerirían el uso de fármacos inmunosupresores. Tanto la investigación básica como el desarrollo terapéutico de enfermedades graves como el cáncer, las cardiopatías y la diabetes, así como las mejoras en el tratamiento de quemaduras y la cirugía reconstructiva y estética, son áreas que podrían beneficiarse de esta nueva tecnología. Un bioeticista, Jacob M. Appel, de la Universidad de Nueva York, ha llegado a afirmar que "los niños clonados con fines terapéuticos", como "para donar médula ósea a un hermano con leucemia", podrían ser considerados algún día como héroes.
Sus defensores afirman que la clonación reproductiva humana también produciría beneficios a las parejas que no pueden procrear de otra manera. A principios de la década de 2000, Severino Antinori y Panos Zavos suscitaron una gran controversia cuando hicieron públicos sus planes de crear un tratamiento de fertilidad que permitiera a los padres infértiles tener hijos con al menos parte de su ADN.
En la propuesta SENS (Strategies for Engineered Negligible Senescence) de Aubrey de Grey, una de las opciones consideradas para reparar el agotamiento celular relacionado con la senescencia celular es cultivar tejidos de reemplazo a partir de células madre cosechadas de un embrión clonado.
También hay objeciones éticas. El artículo 11 de la Declaración Universal sobre el Genoma Humano y los Derechos Humanos de la UNESCO afirma que la clonación reproductiva de seres humanos es contraria a la dignidad humana, que se destruye una vida potencial representada por el embrión cuando se utilizan células embrionarias y que existe una gran probabilidad de que los individuos clonados sufran daños biológicos, debido a la falta de fiabilidad inherente a la tecnología de la clonación.
Los especialistas en ética han especulado sobre las dificultades que podrían surgir en un mundo en el que existen clones humanos. Por ejemplo, la clonación humana podría cambiar la forma de la estructura familiar, complicando el papel de los padres en una familia de relaciones de parentesco enrevesadas. Por ejemplo, una mujer donante de ADN sería la gemela genética del clon, en lugar de la madre, lo que complicaría las relaciones genéticas y sociales entre la madre y el hijo, así como las relaciones entre otros miembros de la familia y el clon. En otro ejemplo, puede haber expectativas de que los individuos clonados actúen de forma idéntica al humano del que fueron clonados, lo que podría infringir el derecho a la autodeterminación.
Los defensores de los derechos de los animales argumentan que los animales no humanos poseen ciertos derechos morales como entidades vivas y, por tanto, deben recibir las mismas consideraciones éticas que los seres humanos. Esto negaría la explotación de los animales en la investigación científica de la clonación, la clonación utilizada en la producción de alimentos, o como otros recursos para el uso o consumo humano.

## Punto de vista religioso
Existen varios puntos de vista religiosos.

### Jainismo e Hinduismo
Las opiniones del hinduismo sobre la clonación son muy diversas. Mientras que algunos hindúes consideran que la clonación terapéutica es necesaria para solucionar la falta de hijos, otros creen que es inmoral manipular la naturaleza. La Sanatan Dharm (que significa el conjunto de deberes eternos para los seres humanos, que es como mucha gente se refiere al hinduismo) aprueba la clonación terapéutica pero no aprueba la clonación humana. En el hinduismo, un punto de vista considera que el creador, o el Brahman, no es tan inseguro como para poner restricciones a los esfuerzos científicos. Otro punto de vista restringe la clonación humana. En el jainismo, el nacimiento de Mahavira se representa como una operación de transferencia de embriones.
En la India actual ha habido clones de especies ganaderas. Algunos ejemplos son Garima, del Instituto Nacional de Investigación Lechera, situado en Karnal, donde se han desarrollado muchos otros clones de especies bovinas.

### Judaísmo
La opinión judía sobre la clonación no está clara, pero algunos rabinos ortodoxos permiten la clonación como método de reproducción si no hay otro método disponible. Además, la religión judía trata toda la vida por igual, aunque se haya formado por clonación. Los grupos judíos liberales se oponen a la clonación de seres humanos.

### Cristianismo
La mayoría de las iglesias cristianas, incluido el Consejo Mundial de Iglesias y la Iglesia Metodista Unida, se oponen a la investigación de la clonación de embriones humanos o de seres humanos enteros. La Iglesia católica, bajo el papado de Benedicto XVI, condenó la práctica de la clonación humana, en la instrucción magisterial Dignitas Personae, afirmando que representa una "grave ofensa a la dignidad de la persona, así como a la igualdad fundamental de todas las personas". Muchos grupos cristianos conservadores se han opuesto a la clonación humana y a la clonación de embriones humanos, ya que consideran que la vida comienza en el momento de la concepción. Otras confesiones cristianas, como la Iglesia Unida de Cristo, no creen que un óvulo fecundado constituya un ser vivo, pero aun así se oponen a la clonación de células embrionarias.

### Islam
Según la fatwa emitida por el jeque Yusuf Al-Qaradawi en el tema de la clonación, el Islam se opone a la clonación humana. Según el Islam, la clonación de todo el cuerpo humano está prohibida por las siguientes razones:
- Contradice la diversidad de la creación.[22]

- No se puede determinar la relación entre el donante y el clon.[22]

- La clonación sólo requiere un género para la información genética, lo que se opone al patrón natural de creación de vida mediante el emparejamiento de un macho y una hembra.[22]

El Islam permite y recomienda la clonación de una parte específica del cuerpo humano con fines de tratamiento.
La clonación de animales está permitida en el Islam sólo si aporta beneficios a todas las personas y no se causa ningún daño al animal utilizado en el proceso de clonación.

## Clonación animal
Los animales clonados se utilizan en investigación médica, clonación de mascotas o para la alimentación.

### Investigación médica
Los animales clonados se utilizan en la investigación científica y médica, como la clonación terapéutica, la investigación con células madre y la producción de anticuerpos humanos. Uno de los principales problemas éticos de este procedimiento de investigación es que puede ser doloroso para el animal y a menudo provoca daños mentales y físicos. Otro problema ético es que los clones creados con fines médicos tienen una calidad de vida muy pobre, ya que se realizan constantemente pruebas con ellos.

### Clonación de mascotas
En 2005, un artículo en The Hastings Center Report dijo: 
"Los críticos de la clonación de mascotas suelen plantear tres objeciones: (1) el proceso de clonación hace sufrir a los animales; (2) la clonación de mascotas ampliamente disponible podría tener malas consecuencias para el abrumador número de animales de compañía no deseados; y, (3) las empresas que ofrecen la clonación de mascotas están engañando y explotando a los afligidos propietarios de mascotas."

### Clonando animales para alimentos
El 28 de diciembre de 2006, la Administración de Alimentos y Medicamentos de Estados Unidos (FDA) aprobó el consumo de carne y otros productos procedentes de animales clonados. Se dijo que los productos de animales clonados eran indistinguibles de los animales no clonados. Además, las empresas no estarían obligadas a proporcionar etiquetas que informaran al consumidor de que la carne procede de un animal clonado. En 2007, algunos productores de carne y productos lácteos propusieron un sistema de seguimiento de todos los animales clonados a medida que avanzan en la cadena alimentaria, sugiriendo que un sistema de base de datos nacional integrado en el Sistema Nacional de Identificación Animal podría permitir eventualmente el etiquetado de los alimentos. Sin embargo, desde 2013 no existe ningún sistema de seguimiento y los productos procedentes de animales clonados se venden para el consumo humano en Estados Unidos.
Los críticos han planteado objeciones a la aprobación por parte de la FDA de los productos de animales clonados para el consumo humano, argumentando que la investigación de la FDA fue inadecuada, inapropiadamente limitada y de dudosa validez científica. Varios grupos de defensa del consumidor están trabajando para fomentar un programa de seguimiento que permita a los consumidores ser más conscientes de los productos de animales clonados en sus alimentos.
Una revisión de 2013 señaló que existe un malentendido generalizado sobre el ganado clonado y el ganado vacuno, y encontró que el ganado clonado que llegó a la edad adulta y entró en el suministro de alimentos era sustancialmente equivalente al ganado convencional con respecto a la calidad de la carne y la leche, y con respecto a su capacidad reproductiva.